# Ange Reve
Ange☆Reve est un groupe d’idoles japonaises formé en avril 2014 par l'agence de talent Arc Jewel. Le nom du groupe vient des mots français « ange » et « rêve ».
À l'origine composé de 5 membres, le groupe est un groupe sœur de Lovely☆Doll et des Doll☆Elements. Il est le troisième groupe d’idoles créé et produit par l'agence Arc Jewel.
Le nom du fan club du groupe est « Aile d’Ange ».
Kurumi Watanabe est un ancien membre du groupe Choice?. Serina Otosaki est née en Angleterre, mais elle a grandi à Chiba au Japon. Ses origines sont anglaise et japonaise.

## Histoire
Les auditions ont lieu entre janvier et mars 2014 et cinq jeunes filles sont choisies pour intégrer le groupe. Ange Reve a officiellement commencé ses activités en avril suivant,. Les membres sont présentées au cours d’un événement organisé au Nippon Seinenkan. Les filles animent le show Angeroom diffusé sur Showroom le même mois.
Le 1er single du groupe dit "indépendant" (indie) intitulé Yūkan na Koi no Serenade sort le 5 août ; il se classe 4e du classement quotidien des ventes Oricon puis 19e du classement hebdomadaire de l'Oricon. Le 18 août, il atteint la 2e place des ventes "indies" de l'Oricon.
Un 2e single "indie" intitulé Kiss me happy sort en février 2015 et la chanson est utilisée comme chanson-thème du générique de fin de l’émission music ru TV. Ce single obtient plus de succès que son prédécesseur puisqu'il se classe 1er dès le premier jour de sa sortie puis 6e au classement hebdomadaire.
Elles ont donné leur 1er live en avril 2015 à O-West à Tokyo.
Les Ange☆Reve ont fait leurs débuts en major avec le DVD single Maybe Baby sorti en août 2015 sous le label Pony Canyon.
Akina Sawada a annoncé sa remise de diplôme en novembre suivant. Elle a néanmoins poursuivi ses activités jusqu'en mars 2016. Rio Oshima, Moemi Kosaka et Ayuna Matsuda ont rejoint le groupe d'idoles en décembre 2015 (Rio Oshima est une ancienne membre des Katei Kyoushi Idol Going.TV et Moemi Kosaka faisait partie des NEP She☆Stars).
Le 2d DVD single Stare a été mis en vente en février 2016.

## Membres
- Kurumi Watanabe (渡辺くるみ)
- Rika Sasaki (佐々木璃花)
- Haruka Tachibana (橘はるか)
- Serina Otosaki (音咲セリナ)
- Rio Oshima (大島理緒)
- Moemi Kosaka (幸坂萌未)
- Ayuna Matsuda (松田あゆな)

Ex-membres
- Akina Sawada (澤田明菜)

## Discographie

### Singles
Singles "indies"
DVD singles
1. 19 août 2015 : Maybe Baby
2. 24 février 2016 : Stare
3. 19 octobre 2016 : Colorful